# Tasemnice dětská
Tasemnice dětská (Hymenolepis nana, von Siebold 1852) je kosmopolitně rozšířený parazit ze třídy Cestoda (tasemnice). Je jedním z nejčastějších parazitů z této třídy, jejichž definitivním hostitelem bývá člověk. Vývoj může být přímý nebo nepřímý s jedním mezihostitelem. Nákaza tímto druhem tasemnice se nazývá hymenolepióza a v současnosti se počet nakažených osob odhaduje na 45 až 50 miliónů, především v tropických a subtropických oblastech. V České republice se toto onemocnění vyskytuje spíše vzácně.

## Stavba těla
Tasemnice dětská je nejmenší lidskou tasemnicí, dospělec dorůstá nanejvýš do délky 40 mm. Jeho ploché bělavé tělo se skládá ze 100 až 200 článků. Každý z článků obsahuje samčí i samičí reprodukční orgány. Oplodněný článek dále vytváří vakovité útvary naplněné vajíčky, ta jsou velká asi 50 μm. Vajíčka jsou oválná, bezbarvá a jejich množství v jednom článku se pohybuje mezi 80 až 200 kusy. Na hlavičce se nachází 4 přísavky a krátký vysouvací chobotek s 20 až 30 háčky uspořádanými do kruhu, které napomáhají k uchycení v lumenu střeva.

## Životní cyklus

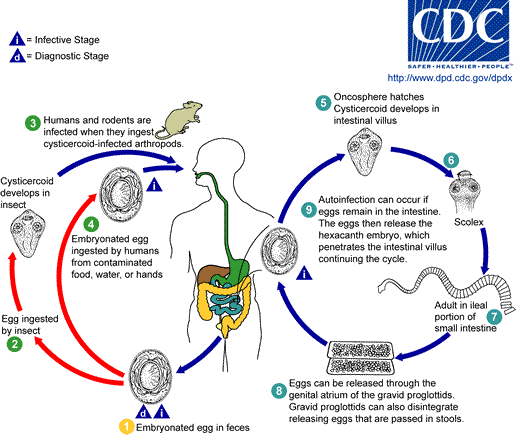
Životní cyklus

Přímý vývojový cyklus začíná konzumací vajíčka definitivním hostitelem, kterým bývá nejčastěji člověk. Vajíčko putuje trávicím traktem až k dvanáctníku, kde se uvolní onkosféry a ty dále pronikají do sliznice střeva. V lymfatických prostorách střevních klků se vyvíjejí do stádia cysticerkoidu a po 6 až 12 dnech se vynoří zpět do lumenu střeva. Pomocí přichycovacích orgánů umístěných na skolexu se uchytí na střevní sliznici a trvá dalších 10 až 12 dní, než doroste do dospělce. Po dvou týdnech se z natrávených tělních článků začnou uvolňovat zralá vajíčka a konečníkem vycházejí ven z těla hostitele.
Nepřímý vývojový cyklus probíhá v těle členovců (například blechy nebo potemníka), kde se vajíčko přemění na cysticerkoid. Definitivním hostitelem v tomto případě bývají kromě člověka i psi nebo hlodavci.

## Příznaky

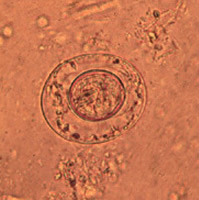
Vajíčko pod mikroskopem

Nákazu lze snadno diagnostikovat prokázáním přítomnosti vajíček ve stolici. Projevy hymenolepiózy závisí na intenzitě nákazy a délce trvání onemocnění. První rok probíhá nákaza bez příznaků, po 6 letech už dochází i k výraznému úbytku hmotnosti. Tasemnice svým působením narušují střevní klky a sliznici, v důsledku čehož mohou vznikat rozsáhlé nekrózy. Parazit uvolňuje ze svého těla metabolity, které mohou být pro hostitele toxické. Reakcí bývají alergie a poruchy trávení proteinů. Hlavními příznaky nemoci bývá bolest hlavy, bledost, pocity únavy a podrážděnost. U podvyživených a imunitně oslabených lidí jsou projevy silnější. Běžné jsou například žaludeční nevolnosti, zvracení, průjmy a silné bolesti břicha nezávisle na jídle.

## Prevence
Mezi rizikové skupiny patří především dětské kolektivy a lidé žijící v špatných hygienických podmínkách. Prevencí je tedy důkladné dodržování základních hygienických návyků, jako je mytí rukou před jídlem a po defekaci. Dětské nočníky a hračky se čistí horkou vodou a desinfekcí, stejně tak je důležité pravidelné vytírání společných prostor a častá výměna ložního prádla.